# Poorman Peak
Der Poorman Peak ist ein 1610 m hoher und felsiger Berg im Norden des ostantarktischen Viktorialands. In den Wilson Hills ragt er 15 km westsüdwestlich des Mount Ellery nahe dem Kopfende des Suworow-Gletschers auf.
Der United States Geological Survey kartierte ihn anhand eigener Vermessungen und Luftaufnahmen der United States Navy aus den Jahren von 1960 bis 1963. Das Advisory Committee on Antarctic Names benannte ihn 1970 nach Dean A. Poorman, Flugzeugmechaniker der Flugstaffel VX-6 im antarktischen Winter 1967 auf der McMurdo-Station.